# Relaciones Indonesia-Venezuela
Las relaciones Indonesia-Venezuela son las relaciones internacionales entre la República de Indonesia y la República Bolivariana de Venezuela. Desde las relaciones diplomáticas establecidas en 1959, Indonesia y Venezuela gozan de lazos amistosos. Ambas naciones acordaron expandir las relaciones de comercio e inversión, especialmente en turismo, tecnología, químicos y gas natural. Indonesia tiene una embajada en Caracas, mientras que Venezuela tiene una embajada en Yakarta. Indonesia y Venezuela son miembros de organizaciones multilaterales como la Organización Mundial del Comercio (OMC), el Movimiento de Países No Alineados y el Foro de Cooperación de Asia Oriental y América Latina.

## Historia

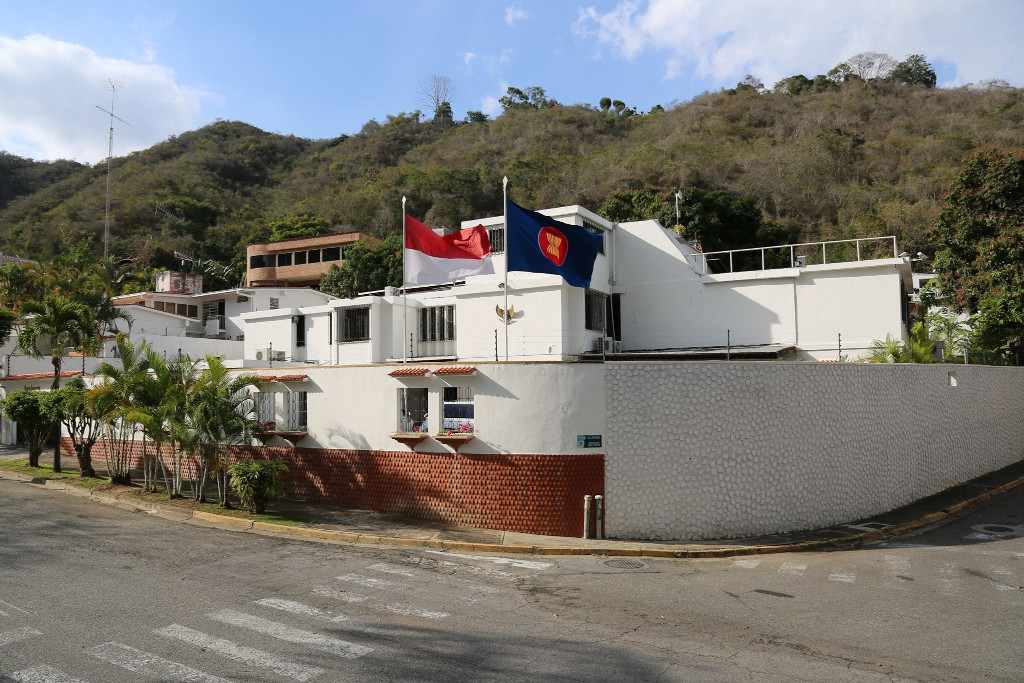
Embajada de Indonesia en Caracas

Indonesia y Venezuela establecieron relaciones diplomáticas el 10 de octubre de 1959. Indonesia abrió una embajada en Caracas en 1977 y Venezuela en Yakarta en 1981.
El 12 de agosto de 2000, el presidente venezolano Hugo Chávez visitó Yakarta y pagó una llamada de cortesía al presidente indonesio Abdurrahman Wahid. Posteriormente, en el próximo mes del 26 al 28 de septiembre de 2000, el presidente indonesio Abdurrahman Wahid visitó Caracas para asistir a la cumbre de la OPEP y realizó una visita de cortesía a Hugo Chávez. Venezuela ha donado US $ 2 millones para la ayuda inmediatamente después de que el tsunami de 2004 haya devastado Aceh en 2004. Venezuela también promovió la educación en Aceh estableciendo el Instituto de Politécnico de Venezuela-Indonesia en Aceh inaugurado en 2009.

## Comercio
El comercio bilateral entre Indonesia y Venezuela registró un notable aumento, triplicándose en cinco años entre 2003 y 2008. En 2003 el comercio se situó en sólo US $ 24,93 millones, aumentó a 82,55 millones en 2007 y US $ 92,27 millones en 2008. En 2009, el comercio bilateral aumentó a 96 millones de dólares. Desde Indonesia, Venezuela importó textiles, algodón, caucho natural, fibra, productos de madera, equipo eléctrico, calzado y equipo deportivo, mientras que la exportación de plástico Amidas, dióxido de silicio y aluminio a Indonesia. La balanza comercial es favorable a Indonesia, con $ 79.19 millones de dólares de las exportaciones indonesias a Venezuela en 2009.